# Bruno Musarò
Bruno Musarò (Andrano, província de Lecce, Itália, 27 de junho de 1948) é um arcebispo católico romano e diplomata da Santa Sé.
Em 19 de setembro de 1971, Bruno Musarò recebeu o Sacramento da Ordem para a Arquidiocese de Otranto.
Em 3 de dezembro de 1994, o Papa João Paulo II o nomeou Arcebispo Titular de Abari e o nomeou Núncio Apostólico no Panamá. Foi ordenado bispo em 6 de janeiro de 1995 por João Paulo II; Os co-consagradores foram o funcionário da Secretaria de Estado da Santa Sé, Dom Giovanni Battista Re, da Cúria, e o secretário da Congregação para os Bispos, Dom Jorge María Mejía.
Em 25 de setembro de 1999, Bruno Musarò tornou-se Núncio Apostólico em Madagascar, Maurício, Comores e Seychelles. Em 10 de fevereiro de 2004, o Papa João Paulo II o nomeou Núncio Apostólico na Guatemala. Em 5 de janeiro de 2009, o Papa Bento XVI o nomeou Núncio Apostólico no Peru. Foi nomeado Núncio Apostólico em Cuba em 6 de agosto de 2011.
Em 5 de fevereiro de 2015, o Papa Francisco o nomeou Núncio Apostólico no Egito e Delegado Apostólico na Liga Árabe. Em 29 de agosto de 2019, o Papa Francisco o nomeou Núncio Apostólico na Costa Rica.